# Sinclair Stevens

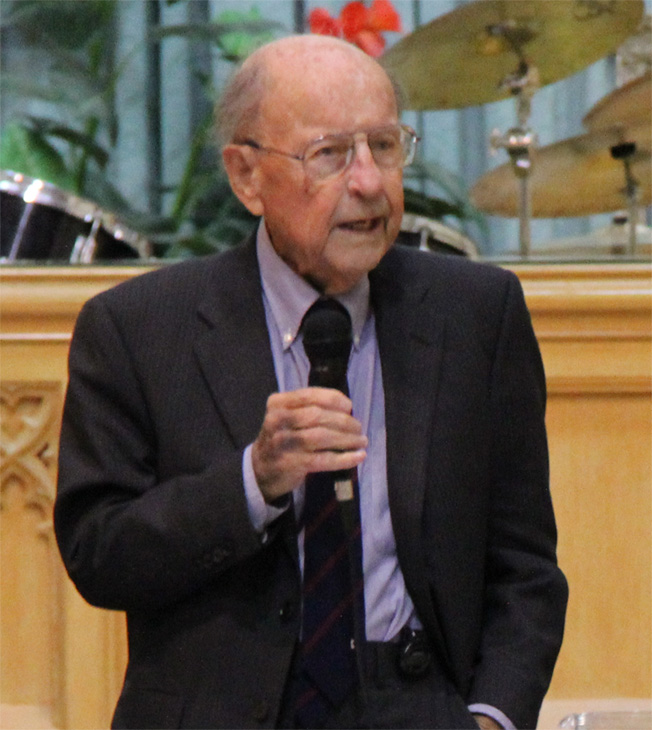
Sinclair Stevens (2013)

Sinclair McKnight Stevens PC QC (* 11. Februar 1927 in Esquesing Township, Ontario; † 30. November 2016) war ein kanadischer Rechtsanwalt, Unternehmer, Journalist und Politiker der Progressiv-konservativen Partei (PC), der über 16 Jahre lang Mitglied des Unterhauses war. Zwischen 1979 und 1980 war er Präsident des Schatzamtausschusses im 21. kanadischen Kabinett von Premierminister Joe Clark. Später war er von 1984 bis 1986 Minister für regionale industrielle Expansion im 24. Kabinett Kanadas von Premierminister Brian Mulroney. Ab 2007 war er Vorsitzender der 2004 gegründeten Progressive Canadian Party.

## Leben

### Rechtsanwalt und Unterhausabgeordneter
Stevens absolvierte nach dem Schulbesuch zunächst ein grundständiges Studium, welches er mit einem Bachelor of Arts (B.A.) abschloss. Ein weiteres postgraduales Studium der Rechtswissenschaften beendete er mit einem Bachelor of Laws (LL.B.) und nahm danach eine Tätigkeit als Solicitor und später als Barrister auf. Für seine anwaltlichen Verdienste wurde er zum Kronanwalt (Queen’s Counsel) ernannt und war darüber hinaus auch als Unternehmer und Journalist tätig.
Bei der Wahl vom 30. Oktober 1972 wurde Stevens als Kandidat der Progressiv-konservativen Partei (PC) erstmals zum Abgeordneten in das Unterhaus gewählt und vertrat dort zunächst den Wahlkreis York-Simcoe beziehungsweise seit der Wahl vom 22. Mai 1979 bis zum 20. November 1988 den Wahlkreis York-Peel. Zu Beginn seiner Parlamentszugehörigkeit war Stevens zwischen dem 10. September und dem 19. Dezember 1974 Sprecher der PC-Fraktion für Verbraucher- und Unternehmensangelegenheiten sowie vom 20. Dezember 1974 bis Mai 1976 stellvertretender Sprecher der Opposition für Finanzen, ehe er im Anschluss zwischen Mai 1976 und 1979 finanzpolitischer Sprecher der PC-Fraktion war.
Nach dem Rücktritt von Robert Stanfield gehörte er auf dem PC-Parteitag am 22. Februar 1976 zu den Kandidaten für dessen Nachfolge als Vorsitzender der Progressiv-konservativen Partei, unterlag allerdings letztlich Joe Clark, der mit 36 Jahren zum neuen Parteivorsitzenden gewählt wurde.

### Bundesminister in den Kabinetten Clark und Mulroney
Am 4. Juni 1979 wurde er von Premierminister Joe Clark als Präsident des Schatzamtsausschusses in das 21. Kabinett Kanadas berufen, dem er bis zum Ende von Clarks Amtszeit am 2. März 1980 angehörte. Zugleich war er vom 4. Juni 1979 bis zum 2. März 1980 auch Vorsitzender des Kabinettsausschusses für den Schatzamtausschuss und Vorsitzender des Kabinettsausschusses für Wirtschaftlichkeit der Regierung sowie zeitgleich Vize-Vorsitzender des Kabinettsausschusses für den öffentlichen Dienst.
Nach der Wahlniederlage bei der Unterhauswahl vom 18. Februar 1980 fungierte Fraser zwischen dem 9. April 1980 und Dezember 1980 als Sprecher der oppositionellen PC für den Schatzamtausschuss und danach von Dezember 1980 und September 1983 als Sprecher für Industrie, Handel und Gewerbe, ehe er zuletzt zwischen September 1983 und September 1984 Oppositionssprecher für auswärtigen Angelegenheiten.
Nach dem Wahlsieg der Progressiv-konservativen Partei bei der Unterhauswahl vom 4. September 1984 wurde Stevens am 17. September 1984 von Premierminister Brian Mulroney zum Minister für regionale industrielle Expansion im 24. kanadischen Kabinett ernannt. Während seiner Amtszeit wurde 1985 das Gesetz zur Gründung von Investment Canada verabschiedet, eine Regierungsorganisation zur Förderung und Attraktivierung ausländischer Direktinvestitionen in Kanada. Von diesem Amt trat er am 12. Mai 1986 zurück, nachdem es zur Einleitung von Untersuchungen wegen des Verdachts von Interessenkonflikten kam. Zugleich war er vom 17. September 1984 bis zum 3. Juli 1986 auch Vorsitzender des Kabinettsausschusses für wirtschaftliche und regionale Entwicklung. Im Zuge dieser Ermittlungen trat am 30. Juni 1986 auch Vize-Premierminister und Verteidigungsminister Erik Nielsen zurück.
Nach der Auflösung der Progressiv-konservativen Partei am 7. Dezember 2003 trat Stevens der am 29. März 2004 gegründeten Progressive Canadian Party bei, deren Vorsitzender er am 1. Dezember 2007 als Nachfolger von Tracy Parsons wurde.

## Veröffentlichungen
- A View from the Top, in: Optimum, 1979
- Inside the 1983 Progressive Conservative Leadership Campaign, in: Parliamentarian, April 1984
- Only winners in NATO’s war were the arms manufacturers, in: CCPA Monitor, November 1999
- Conflicting interest, in: The Walrus, November/Dezember 2003